# Station Abele
Station Abele (vroeger: Abeele) is een voormalig spoorwegstation in Abele, een deelgemeente van de stad Poperinge. Het ligt aan spoorlijn 69 (Kortrijk-Poperinge).

## Geschiedenis
Op 18 juni 1870 ontving het station haar eerste trein van de Société des chemins de fer de la Flandre-Occidentale. Dit station deed dienst als grensstation, het spoor liep door tot aan het station Godewaarsvelde en verder naar het station Hazebrouck in Frankrijk.
Op 8 oktober 1950 werd het reizigersverkeer tussen Popering en Abele stopgezet. Tot 23 mei 1954 reden er nog treinen van de Société Nationale des Chemins de fer Français en tot 26 september 1970 goederenverkeer.
In 1972 werd het spoor opgebroken. Later werd ook het gebouw afgebroken om plaats te maken voor de autoweg N38.
0: Kortrijk ·
0,3: Kortrijk-West ·
1,6: Bissegem ·
5,1: Wevelgem ·
10,4: Menen ·
12,2: Menen-Koekoek ·
15,6: Wervik ·
17,5: Comines-Hospice ·
19,2: Komen ·
22,8: Houthem ·
24,6: Hollebeke ·
28,5: Zillebeke ·
31,9: Ieper ·
35,7: Vlamertinge ·
38,2: Brandhoek ·
42,0: Poperinge ·
48,0: Abele